# Oscar Larroca (cantante)
Oscar Antonio Moretta fue un cantante de tango (Buenos Aires, Argentina. 5 de julio de 1922 - 26 de agosto de 1976). Conocido en el mundo artístico como Oscar Larroca.

## Biografía
Nació en Buenos Aires, Argentina en el barrio de Almagro. Hijo de padre guitarrista quien a temprana edad lo inscribe en el Conservatorio Nacional de Música en donde obtuvo el título de profesor de guitarra. Sin embargo, las características de su voz lo llevarían a incursionar en el mundo del canto.
Debutó a principios de la década de 1940 en Radio Mitre en el programa "La famosa matinée de Juan Manuel" . Durante tres años consecutivos prosiguió su actuación en el citado programa radial, afirmando su oficio como vocal, en un registro de barítono atenorado que se complementaba con su magnífica afinación y clara dicción. Estas condiciones hicieron que se interesara por él un conocido periodista, Carmelo Santiago, quien en 1945 lo vinculó con el bandoneonista y compositor Domingo Federico, quien lo incorporó a su orquesta. El 19 de junio de 1945 graba su primer trabajo musical Voz de Barrio a duo con Carlos Vidal en el sello RCA VICTOR. Su actuación junto a Domingo Federico se prolongó hasta el mes de septiembre de 1948. En ese año se integra a la orquesta de Osvaldo Manzi compartiendo cartel con Roberto Ray, en 1949 a la de Roberto Caló, grabando entre otros los tangos El metejón y Che, bandoneón, que fue editado en Gran Bretaña por el sello Birmingham Sound Reproducers.
En 1951 formará parte de la orquesta de Alfredo de Ángelis en donde su carrera alcanza la mayor plenitud. El 1º de abril debutó en el Glostora Tango Club en Radio El Mundo. El 10 de mayo de 1951 registró sus tres primeras grabaciones con su nueva orquesta; los tangos "Por qué me das dique"; "Flor de Fango" y "Llevatelo todo" que junto con "Almagro", "Medallita de la Suerte", "Entrá nomás" , "Volvamos a empezar" y otros fueron notables éxitos y lo impulsaron a convertirse en una de las figuras importantes del panorama tanguero en la década del 50 y las siguientes.
Luego de separarse de la orquesta de De Ángelis recorre Latinoamérica cosechando fanáticos en países como Colombia, Perú, Ecuador, Venezuela, Uruguay y Chile.
También se presenta en programas de televisión como "El Tango del Millón", "Sábados Circulares" y "Grandes Valores del Tango", el "Tango Club". Prosigue grabando, siendo los directores que lo acompañan Miguel Nijensohn, Juan Carlos Bera y Jorge Dragone.
Como compositor, aunque nunca se dedicó demasiado a esa actividad, produjo varios temas como "Juana Milonga Señora", grabada a dúo con Carlos Dante y la orquesta de Alfredo De Angelis; el vals "Engañándonos" y el tango "No me dejes corazón" con letra de H.B. Onega, que grabó en su disco "Barrio Pobre", editado por Sonolux.
Luego de una corta enfermedad muere el 26 de agosto de 1976.

## Discografía
- "Remolino" - 1946
- Te espero en Rodríguez Peña - 1946
- "Con alma de Tango" - 1946
- "Un tal Medina" - 1946
- "Mi dolor" - 1947
- "Se lo conté al bandoneón" - 1947
- "Me gusta un tango así" - 1947
- "El adiós de Gabino Ezeiza" - 1947
- "Para usted, amigo" 1948
- "El Metejón" - 1949
- "Flor de Fango" - 1951
- "Porque me das dique" - 1951
- "Pasional" - 1951
- "Llevátelo todo." - 1951
- "Almagro" - 1951
- "Hacelo por la vieja" - 1952
- "Medallita de la suerte" - 1952
- "P´a mí es igual" 1952
- Zorro gris - 1952
- "Hacelo por la Vieja" - 1952
- "Que nadie se entere" - 1952
- "Volvamos a empezar" - 1953
- "Viejo Rincón" - 1953
- "Cómo nos cambia la vida" - 1953
- "Bailarín Compadrito" - 1953
- "Cuando te fuiste" - 1954
- "Oración rante" - 1954
- "Mentiras" - 1954
- "En tus brazos" - 1954
- "Noche de locura"  - 1954
- "Una señora milonga" - 1954
- "Sangre Maleva" - 1955
- "Pifia" - 1955
- "Igual que Dios" 1955
- "A mi padre" - 1955
- "Cuando no se quiere más" - 1956
- "Corazón encadenado" - 1956
- "Y todavía te quiero" - 1956
- "Sabe, don?" -1956
- "El retrato de los viejos" - 1956
- "Café para dos" - 1956
- "Muriéndome de amor" - 1956
- "Soñemos" - 1956
- "Arrabalero" - 1957
- "Los largos del pibe" - 1957
- "Te quiero" - 1957
- "Se te nota en los ojos" - 1957